# Сологубов, Николай Михайлович
Никола́й Миха́йлович Сологу́бов (8 августа 1924, Москва — 17 августа 1988, Москва) — советский хоккеист, защитник, знаменосец советской олимпийской сборной на VIII зимних Олимпийских играх. Заслуженный мастер спорта СССР (1956). Участник Великой Отечественной войны.

## Биография
Участник Великой Отечественной войны, служил сначала на флоте, после первого ранения — разведчиком, дважды был ранен (по словам Олега Белаковского, у Сологубова было огнестрельное ранение нижних конечностей — перебиты большие и малые берцовые кости). По словам хоккеиста и тренера Николая Карпова, Сологубов был судим за воровство и воевал в штрафном батальоне. В лагере имел кличку «Комар». По словам же сына Николая Сологубова Игоря, его отец не был судим за воровство, а в штрафной батальон попал из-за самовольной отлучки из воинской части.
По окончании Великой Отечественной войны продолжил армейскую службу на Дальнем Востоке, где стал играть в русский хоккей за хабаровский Дом офицеров, а с 1949 года переключился на хоккей с шайбой. Физически крепкий и мощный, Сологубов всегда выделялся на льду, и вскоре его заметил представитель ЦДКА Григорий Тучков, приехавший в Хабаровск, и порекомендовал Анатолию Тарасову.
Сологубов одним из первых в СССР изменил представление о роли защитника в хоккее: он считал, что защитник не только призван гасить атаки противника. Уровень мастерства позволял ему без ущерба для обороны своих ворот включаться в атаки. Научившись мастерски отбирать шайбу, овладев искусством обводки и сильного и точного броска, он так же, как и его партнёры Дмитрий Уколов, Генрих Сидоренков, Иван Трегубов, с каждым годом всё чаще и смелей завязывал контратаки, врывался в зону соперника. В итоге Сологубов стал одним из самых результативных защитников в истории советского хоккея.
Сологубов считается одним из родоначальников силовых приёмов в советском хоккее. Эффективность последних достигалась тем, что он применял их неожиданно для противника и выполнял расчётливо, быстро, решительно, вступал в единоборство не расслабленным, а по-спортивному строго собранным.
По окончании игровой карьеры работал тренером. Старший тренер: 1966—1967 — «Дизелист» (Пенза); 1967—1968 — «Металлург» (Новокузнецк). Начальник команды: 1967—1968 — «Металлург» (Новокузнецк). В Москве получил квартиру в высотном доме на Баррикадной, последние годы сильно нуждался, жил в подземном гараже.
Похоронен на Востряковском кладбище.
Автор книги «Мой друг хоккей» (М., 1967).

## Карьера
- 1949 — ДО (Хабаровск)
- 1949—1964 — ЦСКА (ЦДКА, ЦДСА, ЦСК МО)
- 1964—1965 —  СКА (Калинин) (25 игр, 4 гола)

## Достижения
- Чемпион Зимних Олимпийских игр 1956, бронзовый призёр Олимпийских игр 1960.
- Чемпион мира 1956 и 1963, второй призёр ЧМ 1955 и 1957—1959, третий призёр ЧМ 1960 и 1961.

На ЧМ и ЗОИ — 46 матчей, забросил 15 голов. Лучший защитник чемпионатов мира и Европы — 1956, 1957, 1960. В составе команды ЦСКА и сборной СССР играл в одном звене с Иваном Трегубовым. В 1957—1961 — капитан сборной СССР.
- Чемпион СССР 1950, 1955, 1956, 1958—1961, 1963, 1964, второй призёр чемпионатов СССР 1952—1954, 1957, третий призёр 1962. В чемпионатах СССР — около 350 проведённых матчей, забросил в них 128 шайб.
- Обладатель Кубка СССР 1954—1956, 1961.

В 2004 году введен в Зал славы ИИХФ.
В честь Николая Сологубова, первым из отечественных защитников забросившего 100 шайб в чемпионатах страны, учреждён Клуб его имени, в который входят советские и российские игроки линии обороны, достигшие такой же отметки в официальных матчах.

## Награды
- орден Трудового Красного Знамени (27.04.1957) — «за успехи, достигнутые в деле развития массового физкультурного движения в стране, повышения мастерства советских спортсменов, и успешное выступление на международных соревнованиях»
- Орден Отечественной войны 2-й степени (1985)
- Медаль «За трудовую доблесть» (16.09.1960) — за успешные выступления в XVII летних и VIII зимних Олимпийских играх 1960 года, а также за выдающиеся спортивные достижения[9]
- другие медали